# 亚历山大·拉卡萨涅

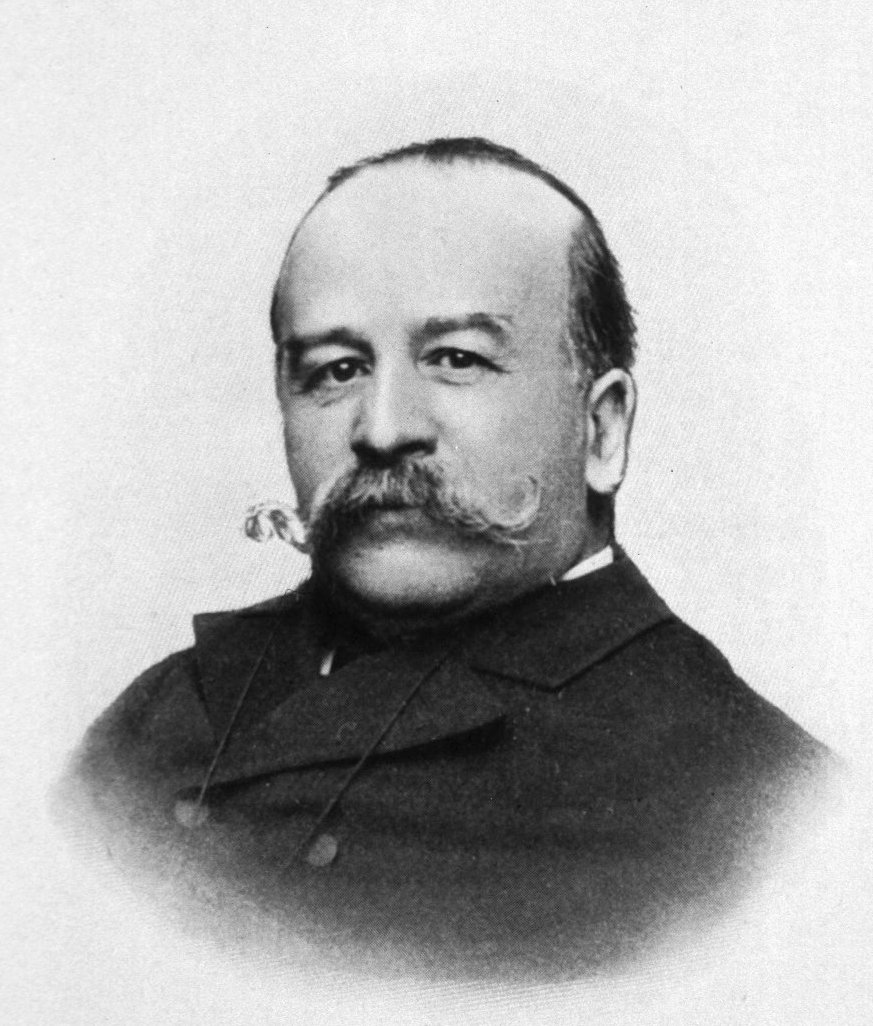
Alexandre Lacassagne

亚历山大·拉卡萨涅（Alexandre Lacassagne，1843年8月17日—1924年9月24日）是法国医学家和犯罪学家，卡奥尔人。他是拉卡萨涅学派的创立者，该派1885年至1914年活跃于里昂，是切萨雷·隆布罗索意大利犯罪学派的主要竞争者。